# Pfarrkirche Aistersheim

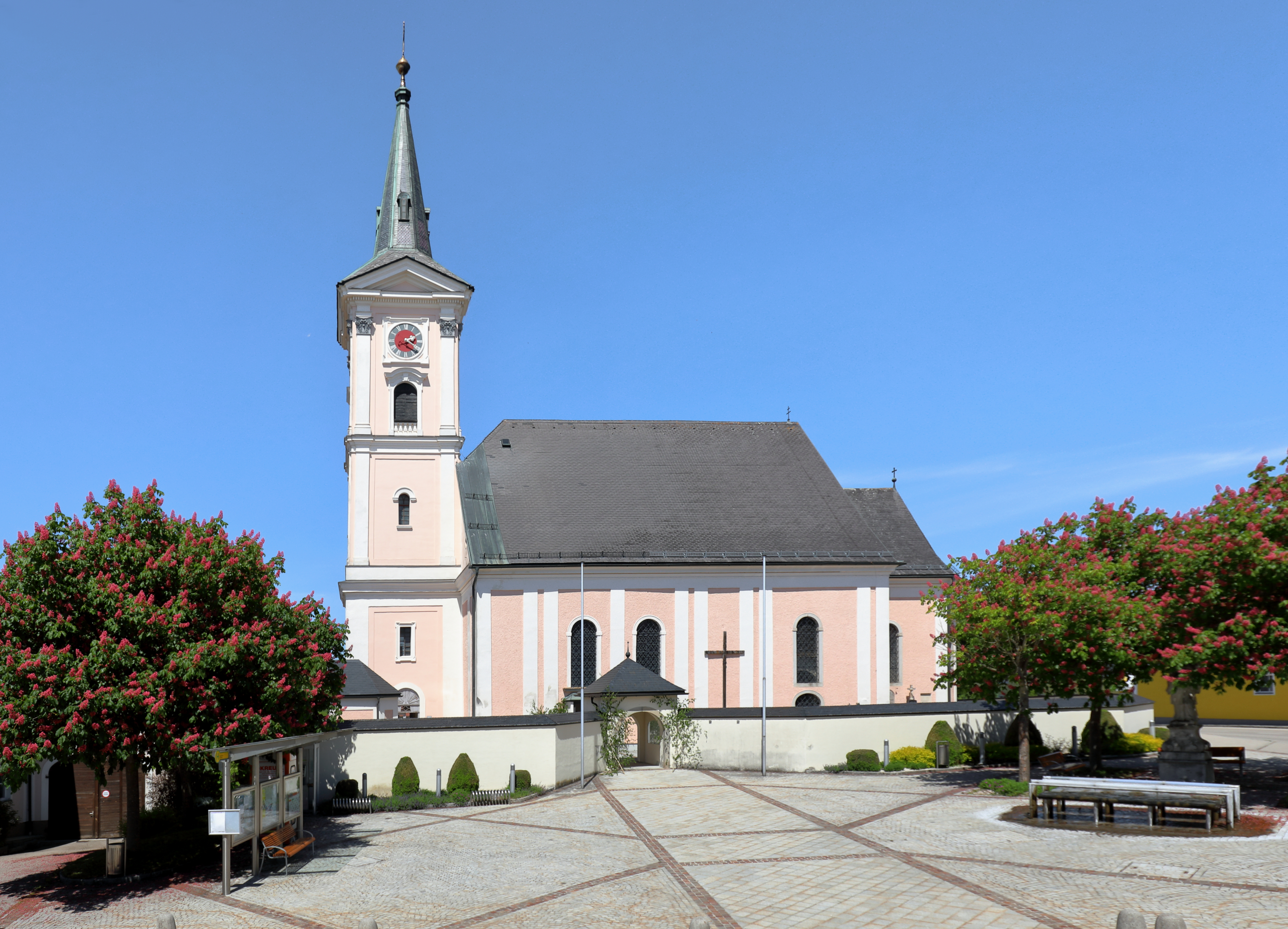
Kath. Pfarrkirche Mariä Himmelfahrt in Aistersheim

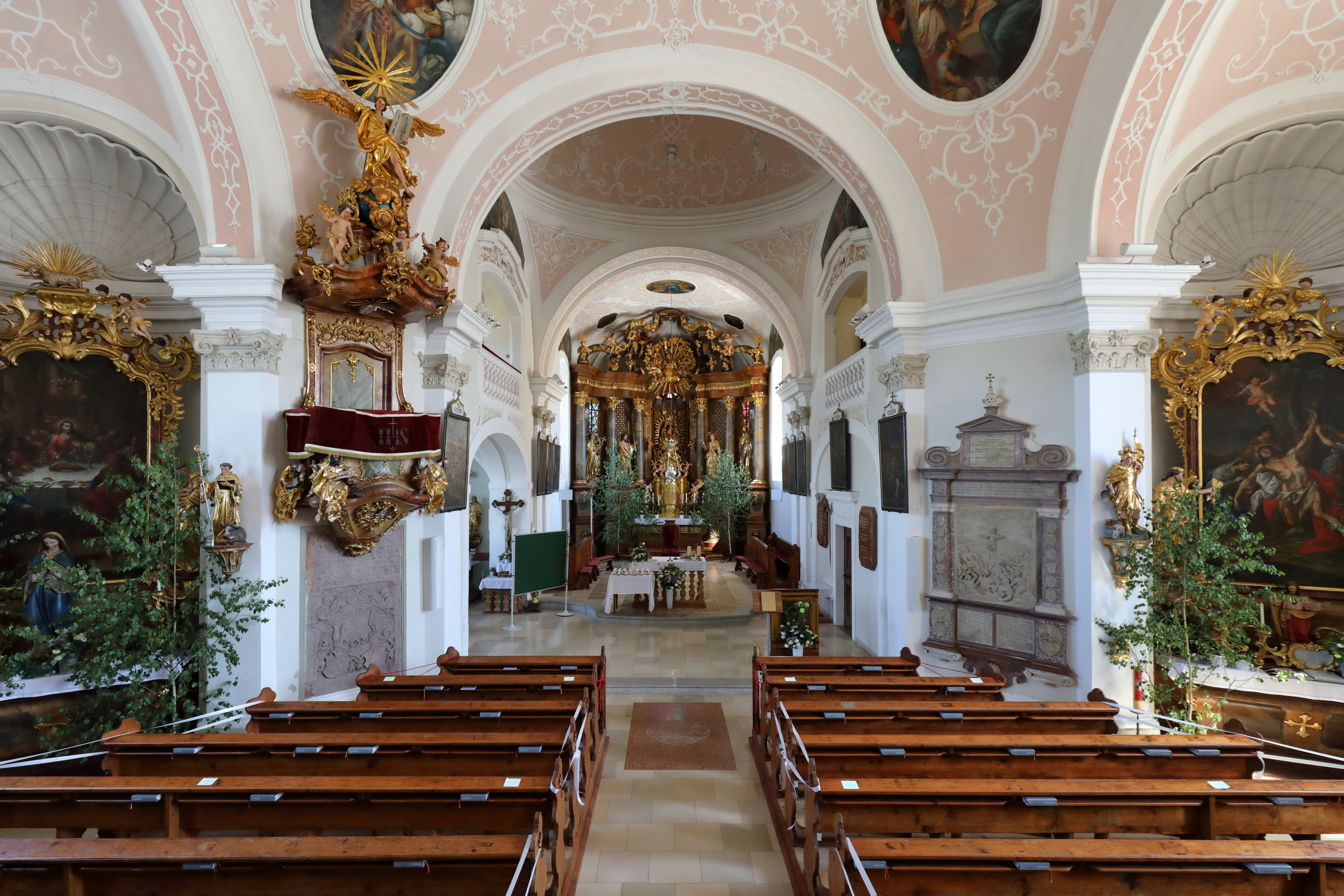
Innenansicht der Pfarrkirche Mariä Himmelfahrt

Die römisch-katholische Pfarrkirche Aistersheim steht im Ort Aistersheim in der Gemeinde Aistersheim im Bezirk Grieskirchen in Oberösterreich. Die auf Mariä Himmelfahrt geweihte Kirche gehört zum Dekanat Gaspoltshofen in der Diözese Linz. Die Kirche und der Friedhof stehen unter Denkmalschutz.

## Geschichte
Von 1699 bis 1700 wurde mit dem Baumeister Jakob Pawanger eine neue Kirche am Platz einer Vorgängerkirche erbaut.

## Architektur
Das weiträumige, etwa quadratische Langhaus mit einer Hängekuppel auf vier Gurtbögen mit in den Ecken halbkreisförmigen Nischen hat seitlich zwei erweiterte Raumabschnitte mit einem steigenden Gewölbe. Der langgestreckte Chor hat einen abgedunkelten Vorchor mit einer querelliptischen Pendentifkuppel und einen folgenden lichten Altarraum mit einer Hängekuppel und einen Dreiachtelschluss. Das Kircheninnere hat eine korinthische Pilasterordnung und eine feine Stuckdekoration aus der Zeit um 1730. Der Westturm zeigt eine Pilastergliederung und trägt einen Spitzhelm.

## Ausstattung
Der Hochaltar aus 1747 ist eine prächtige Arbeit von Gregor Derschl aus Aistersheim und trägt mittig Anna selbdritt um 1500. Die Seitenaltäre entstanden um 1770. Die Rokoko-Kanzel schuf der Bildhauer Joachim Ertl aus Lambach.
Die Orgel entstand in der Bauzeit um 1700.
Es gibt Grabsteine aus dem 16. und 17. Jahrhundert.